# Rajapur
Rajapur (Nepali राजापुर Rajapur) ist eine Stadt (Munizipalität) im westlichen Terai Nepals im Distrikt Bardiya. 
Die Stadt entstand 2014 durch Zusammenlegung der Village Development Committees Badalpur, Bhimapur, Daulatpur, Manpur Tapara, Naya Gaun und Rajapur. 
Das Stadtgebiet umfasst 108,23 km². Rajapur liegt im Terai zwischen den beiden Flussarmen Kauriala und Geruwa an der Grenze zum indischen Bundesstaat Uttar Pradesh.

## Einwohner
Bei der Volkszählung 2011 hatten die VDCs, aus welchen die Stadt Rajapur entstand, 52.438 Einwohner.